# Au revoir les enfants
Au revoir les enfants (bra: Adeus, Meninos)(prt: Adeus, Rapazes) é um filme francês de 1987, do gênero drama, dirigido, escrito e produzido por Louis Malle. É baseado em eventos da própria infância de Louis Malle que, aos doze anos, estudava em um colégio interno carmelita perto de Fontainebleau. O argumento foi publicado pela Gallimard naquele mesmo ano.

## Sinopse
Enquanto está em um internato francês em 1943, Julien (Gaspard Manesse) faz amizade com um dos novos alunos que chegou ao local, Jean Bonnett (Raphael Fejto), sem saber que ele é perseguido por nazistas por ser judeu.

## Elenco
- Gaspard Manesse.... Julien Quentin
- Raphael Fejto.... Jean Bonnet
- Francine Racette.... Madame Quentin
- Stanislas Carré de Malberg.... François Quentin
- Philippe Morier-Genoud.... padre Jean
- François Berléand.... Michel
- François Négret.... Joseph
- Peter Fitz.... Müller
- Pascal Rivet.... Boulanger
- Benoît Henriet.... Ciron
- Richard Lebouef.... Sagard
- Xavier Legrand.... Babinot
- Irène Jacob.... Davenne

## Recepção
No agregador de críticas dos Estados Unidos, o Rotten Tomatoes, na pontuação onde a equipe do site categoriza as opiniões da  grande mídia e da mídia independente apenas como positivas ou negativas, o filme tem um índice de aprovação de 97% calculado com base em 35 comentários dos críticos. Por comparação, com as mesmas opiniões sendo calculadas usando uma média aritmética ponderada, a nota alcançada é 9.20/10 que é seguida do consenso: "O conto autobiográfico de Louis Malle de uma infância passada em um internato da Segunda Guerra é um retrato realizado lindo de amizade e juventude".
Em outro agregador de críticas também dos Estados Unidos, o Metacritic, que calcula as notas das opiniões usando somente uma média aritmética ponderada de determinados veículos de comunicação em maior parte da grande mídia, o filme tem 18 avaliações da imprensa anexadas no site e uma pontuação de 88 entre 100, com a indicação de "aclamação universal".
Roger Ebert avaliou com 4/4 estrelas dizendo que "o filme de Malle não é repleto de incidentes dramáticos (...) não há necessidade de uma trama forte e muitos incidentes dramáticos que levam ao grande final. Em vez disso, entramos no cotidiano desses meninos."

## Principais prêmios e nomeações
O filme ganhou o Leão de Ouro do Festival de Cinema de Veneza em 1987.
Em 1988, recebeu o César em sete categorias, incluindo melhor diretor, melhor filme e melhor roteiro.
No mesmo ano, na 60º edição do Oscar, foi indicado nas categorias de Melhor filme estrangeiro e Melhor roteiro original, e concorreu ao Globo de Ouro de Melhor Filme em língua estrangeira.